# شمشادیان
شمشادیان (Buxaceae) تیره‌ای از گیاهان به شکل درخت یا درختچه است که گل‌های کوچک تک‌جنسی منظم دارند.
برخی منابع آن را از راستهٔ شمشادسانان (Buxales) و برخی دیگر از راستهٔ چنارسانان دانسته‌اند.